# Zdihovo (Vrbovsko)
 Zdihovo  falu Horvátországban, a Tengermellék-Hegyvidék megyében. Közigazgatásilag  Vrbovskóhoz tartozik.

## Fekvése
Fiumétól 62 km-re keletre, községközpontjától 13 km-re északkeletre, a Kulpa jobb partján, a szlovén határ és a 3-as számú főút mellett fekszik.

## Története
A településnek 1857-ben 195, 1910-ben 123 lakosa volt. Trianonig Modrus-Fiume vármegye Vrbovskói járásához tartozott. 2011-ben  26 lakosa volt.

## Lakosság
| Lakosság változása | Lakosság változása | Lakosság változása | Lakosság változása | Lakosság változása | Lakosság változása | Lakosság változása | Lakosság változása | Lakosság változása | Lakosság változása | Lakosság változása | Lakosság változása | Lakosság változása | Lakosság változása | Lakosság változása | Lakosság változása |
| ------------------ | ------------------ | ------------------ | ------------------ | ------------------ | ------------------ | ------------------ | ------------------ | ------------------ | ------------------ | ------------------ | ------------------ | ------------------ | ------------------ | ------------------ | ------------------ |
| 1857               | 1869               | 1880               | 1890               | 1900               | 1910               | 1921               | 1931               | 1948               | 1953               | 1961               | 1971               | 1981               | 1991               | 2001               | 2011               |
| 195                | 177                | 186                | 167                | 145                | 123                | 131                | 152                | 144                | 137                | 88                 | 94                 | 60                 | 80                 | 35                 | 26                 |

## Nevezetességei
A falu temploma a főút mellett található. Egyhajós épület sokszögletű szentélyzáródással, harangtornya a szentély bal oldalán áll.